# Pikku Poksujärvi
Pikku Poksujärvi är en sjö i Gällivare kommun i Lappland och ingår i Kalixälvens huvudavrinningsområde.